# آدم أوليفر
آدم أوليفر (بالإنجليزية: Adam Oliver)‏ (25 أكتوبر 1980 بويست بروميتش في المملكة المتحدة - ) هو لاعب كرة قدم بريطاني في مركز الوسط. شارك مع منتخب إنجلترا تحت 20 سنة لكرة القدم. أما مع النوادي، فقد لعب مع وست بروميتش ألبيون.

## وصلات خارجية
- آدم أوليفر على موقع الاتحاد الدولي (مؤرشف)  (الإنجليزية)
- آدم أوليفر على موقع قاعدة بيانات كرة القدم.إي يو (الإنجليزية)